# Вуд-лейн (станція метро)

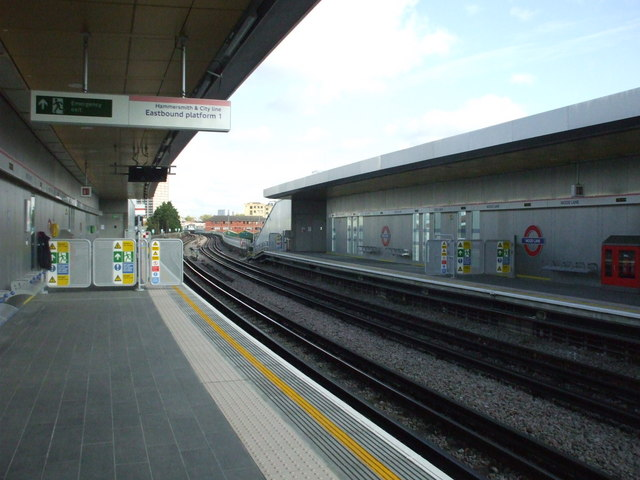
Платформа станції Вуд-лейн

51°30′35″ пн. ш. 0°13′27″ зх. д. / 51.509796944444° пн. ш. 0.22416694444444° зх. д.
Вуд-лейн (англ. Wood Lane) — станція Лондонського метрополітену ліній Кільцева та Гаммерсміт-енд-Сіті. Станція знаходиться на Вуд-лейн, у 2-й тарифній зоні, між метростанціями Шепгердс-Буш-маркет та Летімер-роуд. В 2017 році пасажирообіг станції становив 4.00 млн пасажирів
Конструкція станції — наземна відкрита з двома береговими платформами.

## Історія
- 12. жовтня 2008 — відкриття станції
- 13. грудня 2009 — відкриття трафіку Кільцевої лінії[2]

## Пересадки
У кроковій досяжності знаходиться метростанція Вайт-Сіті